# 大广坝水库
大广坝水库位于中国海南省东方市，是以灌溉为主要功能的大型水库。大广坝是亚洲最长的土坝。